# Pseudocalamobius piceus
Pseudocalamobius piceus là một loài bọ cánh cứng trong họ Cerambycidae.